# Smidtia capensis
Smidtia capensis är en tvåvingeart som först beskrevs av Ignaz Rudolph Schiner 1868.  Smidtia capensis ingår i släktet Smidtia och familjen parasitflugor. Inga underarter finns listade i Catalogue of Life.